# Амфибијски тенк тип 2
Амфибијски тенк тип 2 (јап.特二式内火艇　カミ, Toku-ni-shiki uchibitei kami) је јапански лаки тенк из Другог светског рата.

## Позадина
Током 20-их година Јапан је купио већи број оклопних возила ради тестирања, укључујући тенкове Рено ФТ-17 и танкете Викерс Карден-Лојд Мк VI. Једино возило купљено за службу био је Рено NC-27: 10 тенкова увезено је 1929. У жељи да не зависи од увоза оружја, 1929. Јапанска војска почела је развој сопствених оклопних возила. Док су друге државе започеле сопствену производњу од мањих возила, Јапан је одмах кренуо са производњом средњих тенкова тип 89, чија је производња почела 1931. Производња је тенкова поверена је Арсеналу Сагами, који је производњу препустио цивилној индустрији, углавном Митсубишију. Тип 92 био је друго изворно јапанско оклопно возило које ушло у серијску производњу — као лако и брзо оклопно возило за коњицу. Ова танкета показала се као еволутивни ћорсокак, што је довело до развоја нових возила, која ће послужити као основа јапанских оклопних снага током рата: танкета тип 94 и лаки тенк тип 95.
У суштини, једина предност танкете крајем 30-их година била је ниска цена: танкета тип 97 коштала је двоструко мање од лаког тенка тип 95, и троструко мање од средњег тенка типа 97.

## Амфибијски тенк тип 2
Ово је било једино јапанско оклопно возило у серијској производњи током рата, које није било засновано на предратном дизајну, иако је позајмило неке компоненте од лаког тенка тип 95. Тип 2 имао је широку надградњу, проширену изнад гусеница, како би се повећала пловност, и велике понтоне причвршћене напред и позади за пливање. На сувом, понтони су се могли откачити изнутра помоћу полуга и каблова. У води се кретао помоћу 2 пропелера, док се управљало помоћу две крме на задњем понтону, који су контролисани са позиције командира тенка. Тенк је носио топ калибра 37 мм (тип I) и спрегнут митраљез од 7.7 мм у куполи за једног човека, и други митраљез у предњем зиду трупа. Поред 3 члана посаде, возило је носило још тројицу, који су служили као механичари и помагали у постављању понтона.